# Ржевская, Елена Моисеевна
Еле́на Моисе́евна Рже́вская (настоящая фамилия Каган; 27 октября 1919, Гомель, Гомельская губерния — 25 апреля 2017, Москва) — русская писательница. Почётный гражданин Ржева (2000).

## Биография
Родилась в семье юриста Моисея Александровича Кагана (1889—1966) и зубного врача Рахили Соломоновны (Залмановны) Каган (урождённой Хацревиной, 1890—1967), уроженцев Витебска. Отец, из семьи купца 2-й гильдии, был председателем правления Всеукраинского государственного банка, затем работал в Наркомземе, после развода с первой женой (1941) был вторым браком женат на докторе медицинских наук, профессоре Белле Григорьевне Лейтес, заведующей организационно-методическим отделом Института ревматизма РСФСР.
В 1937—1941 годах училась в Московском институте философии, литературы и истории.
Участница Великой Отечественной войны. На фронт попала под Ржевом (отсюда и псевдоним) военным переводчиком в штаб 30-й армии. С 1943 года — член ВКП(б). Во время штурма Берлина в звании лейтенанта участвовала в поисках Гитлера, в проведении опознания и расследовании обстоятельств его самоубийства.
В 1948 году окончила Литературный институт имени А. М. Горького. Печатается с 1950 года. С 1962 года — член Союза писателей СССР. Член русского ПЕН-центра.
В 1980-е годы была одним из инициаторов государственного и общественного увековечивания города Ржева в событиях Великой Отечественной войны. Отсюда родилась идея Городов воинской славы, и Ржев, в числе 40 российских городов, получил это высокое звание.
Скончалась 25 апреля 2017 года на 98-м году жизни. Похоронена на Кунцевском кладбище, участок 10.

### Семья
- Была замужем за поэтом Павлом Коганом, дочь Ольга (её муж — доктор химических наук Борис Сумм, профессор МГУ)[5]. Внучка — переводчица Любовь Сумм, кандидат филологических наук.
- Второй муж (с 1946 года)[9] — писатель Исаак Наумович Крамов (настоящая фамилия Рабинович, 1919—1979), брат художника и писателя Леонида Волынского.
- Братья — доктор технических наук Борис Каган, учёный в области автоматики, кибернетики и вычислительной техники, лауреат Сталинской премии; физик-теоретик Юрий Каган. Племянники — доктор технических наук Леонид Богуславский (учёный в области вычислительной техники и инвестор), доктор физико-математических наук Максим Каган.
- Двоюродная сестра — актриса Валентина Вагрина.
- Двоюродные братья — писатель Захар Хацревин, инженер Наум Роговин, химик Захар Роговин[5].

## Награды и признание
- Два ордена Отечественной войны 2-й степени.
- Орден Красной Звезды.
- Медаль «За боевые заслуги».
- Медаль «За освобождение Варшавы».
- Медаль «За взятие Берлина».
- Медаль «За победу над Германией в Великой Отечественной войне 1941—1945 гг.».
- Медаль имени Александра Фадеева (1987).
- Премия им. А. Д. Сахарова «За гражданское мужество писателя» (1996).
- Премия «Венец» (2001).
- Премия журнала «Дружба Народов» (2001).

## Избранные сочинения
- Ржевская Е. М. Берлин, май 1945. — М.: Правда, 1988. — 474 с. || . — М.: Советский писатель, 1965. — 276 с. || [militera.lib.ru/memo/russian/pzhevskaya_em2/index.html Берлин, май 1945: Записки военного переводчика: рассказы]. — М.: Московский рабочий, 1986. — 320 с.[10]
- Ржевская Е. М. [militera.lib.ru/memo/russian/pzhevskaya_em1/index.html Ближние подступы : Повести, рассказы]. — М.: Советский писатель, 1985. — 336 с. — 100 000 экз.
- Ржевская Е. М. Была война: повести, рассказы, записки. — М.: Советский писатель, 1979. — 640 с.[10]
- Ржевская Е. М. В Каширской библиотеке: Очерк. — М., 1950.
- Ржевская Е. М. В логове фашизма: записки военной переводчицы // Наука и жизнь. — 1967. — № 9. — С. 75—80.[10]
- Ржевская Е. М. Весна в шинели: Повесть, рассказы, записки. — М., 1961.
- Ржевская Е. М. Ворошенный жар: повесть // Новый мир. — 1984. — № 5. — С. 6—75.[10]
- Ржевская Е. М. Геббельс: Портрет на фоне дневника. — М.: Слово/SLOVO, 1994. — 384 с. — 10 000 экз.
- Ржевская Е. М. Далёкий гул: повесть // Дружба народов. — 1988. — № 7. — С. 3—69.[10]
- Ржевская Е. М. Домашний очаг: как оно было // Дружба народов. — 2005. — № 5. — С. 4—72.
- Ржевская Е. М. Жив, браток: рассказы // Новый мир. — 1987. — № 5. — С. 3—23.[10]
- Ржевская Е. М. За плечами XX век. — М.: АСТ, 2011. — 639 с. — 3000 экз.
- Ржевская Е. М. Земное притяжение: Повесть. — М., 1963.
- Ржевская Е. М. Знаки препинания: сборник. — М.: Советский писатель, 1989. — 413 с. — (Содерж.: Под Ржевом; Второй эшелон; В тот день; Поздней осенью: рассказы).[10]
- Ржевская Е. М. Особое задание: Повесть о разведчиках. — М., 1951. — (Библиотечка военных приключений).
- Ржевская Е. М. От дома до фронта: Повесть. — М., 1967.
- Ржевская Е. М. Почему? // Вопросы литературы. — 1999. — № 1. — С. 31—32.
- Ржевская Е. М. Спустя много лет : Повесть. — М., 1969. — (Короткие повести и рассказы).
- Ржевская Е. М. «…Так как все кончено…»: фрагмент из кн. «Геббельс. Портрет на фоне дневника» // Дружба народов. — 1994. — № 3. — С. 101—132.[10]
- Ржевская Е. М. У войны - лицо войны : беседа с писательницей Е. Ржевской; записала Т. Бек // Вопросы литературы. — 1996. — Вып. 2. — С. 182—221.
- Ржевская Е. М. Февраль - кривые дороги : повести. — М.: Советский писатель, 1975. — 303 с. — (Содерж.: От дома до фронта [и др.]). || Февраль - кривые дороги : повесть // Дружба народов. — 1975. — № 9. — С. 56—109.; . — № 10. — С. 21—56.[10]
- Ржевская Е. М. Это было в Москве, в Киеве, в Париже… : О Викторе Некрасове // Дружба Народов. — 2001. — № 6.
- Ржевская Е. М. Геббельс: портрет на фоне дневника. — М.: Книжники, 2020. — 456 с.